# デイノケイルス
デイノケイルス (Deinocheirus) は、中生代白亜紀末期（約7,000万年前）に生存した恐竜。1965年にモンゴル・ゴビ砂漠で全長2.4メートルに達する巨大な両腕の骨格化石のみが発見されて1970年に記載されたが、長らく詳しい事はわかっていなかった。しかし、2013年の古脊椎動物学会で、2006年と2009年に胴体部分が発見されたと発表された。
属名は、ギリシャ語で「恐ろしい手」を意味する。ギリシャ語のケイロス（χειρος）は手を意味する単語である。種小名はギリシャ語で「尋常ではない」を意味する。

## 分類
模式種はデイノケイルス・ミリフィクス。

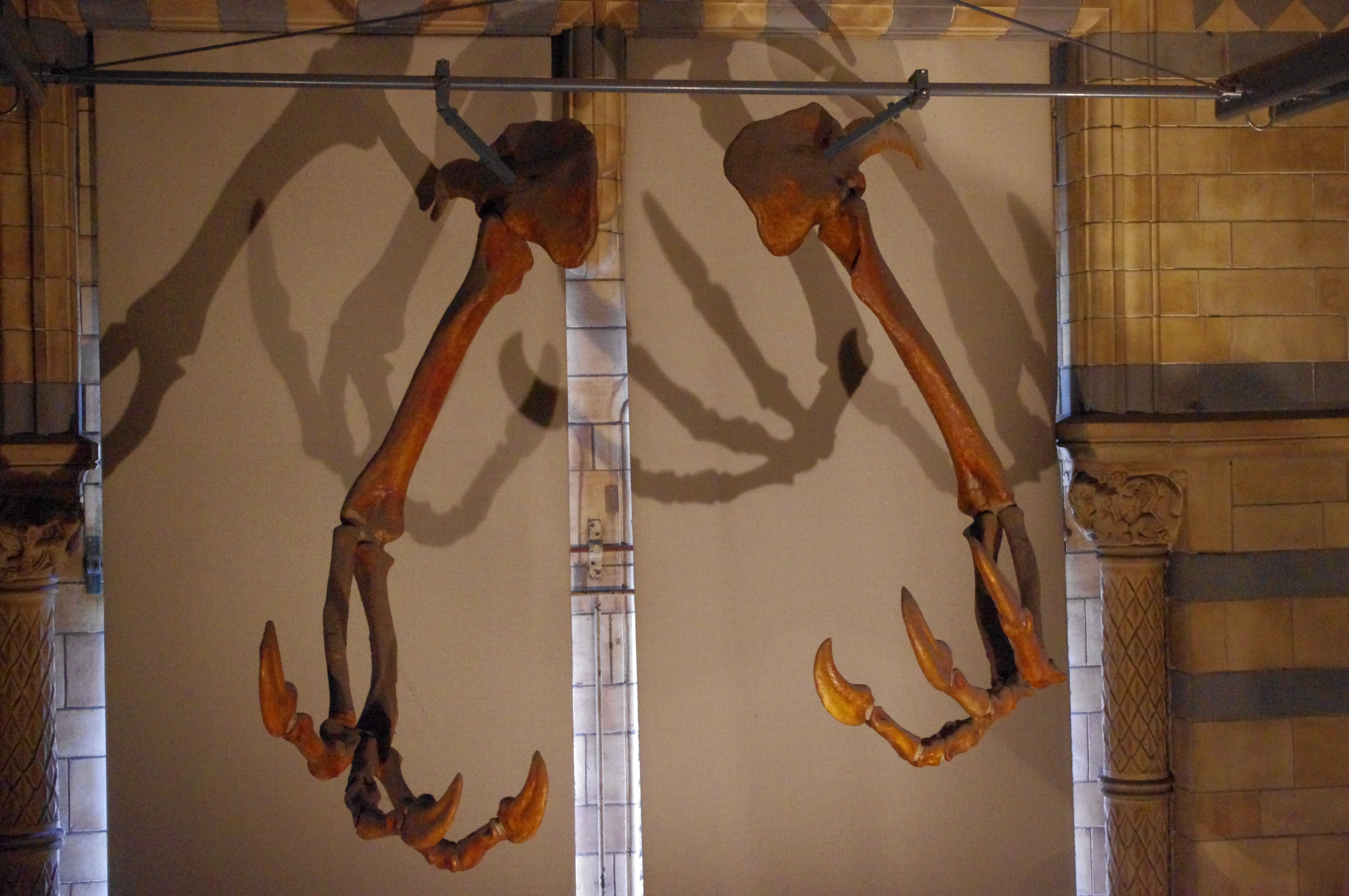
腕部。ロンドン自然史博物館蔵。

デイノケイルスは紆余曲折あったものの、近年では基盤的なオルニトミモサウルス類(コエルロサウルス類の一群)と考えられている。
なお本種の発見は、ティラノサウルスと並んで獣脚亜目の単純な二分法に再検討をもたらした点で知られている。
この恐竜の発見・記載以前は、獣脚亜目の恐竜は大型のカルノサウルス類と小型のコエルロサウルス類に明確に分けられていた。前者はアロサウルス・メガロサウルス・ケラトサウルスなどがふくまれ、ティラノサウルスも当時はカルノサウルスの仲間とされていた。これらは大きな体躯、大型の獲物を攻撃・捕食するための大きな頭部と口、体と不釣合いに小さな前肢が特徴と考えられていた。対して後者は現生のダチョウのように身体が細く軽量で、大半が全長3メートル以下の雑食-小動物食の存在だとされていた。
このためデイノケイルスもまた、想像される体躯から発見当初はカルノサウルス類と考えられていたが、一方で原記載の時点でオルニトミモサウリアとの共通点も疑われていた。
しかし冒頭で述べたとおり、その後の研究でデイノケイルスは
小型のグループと思われていたコエルロサウルス類に移籍させられ、カルノサウルスに匹敵する大型のデイノケイルスが加えられた結果、そうした分類は不完全なものである事が明らかになり、コエルロサウルスの仲間が非常に変化に富んだものであるとわかった。実際には発見と記載はティラノサウルスやテリジノサウルスの方が早かったが、先に研究者の注意を引いて見直しの機運を導いたのはデイノケイルスである。

## 形態

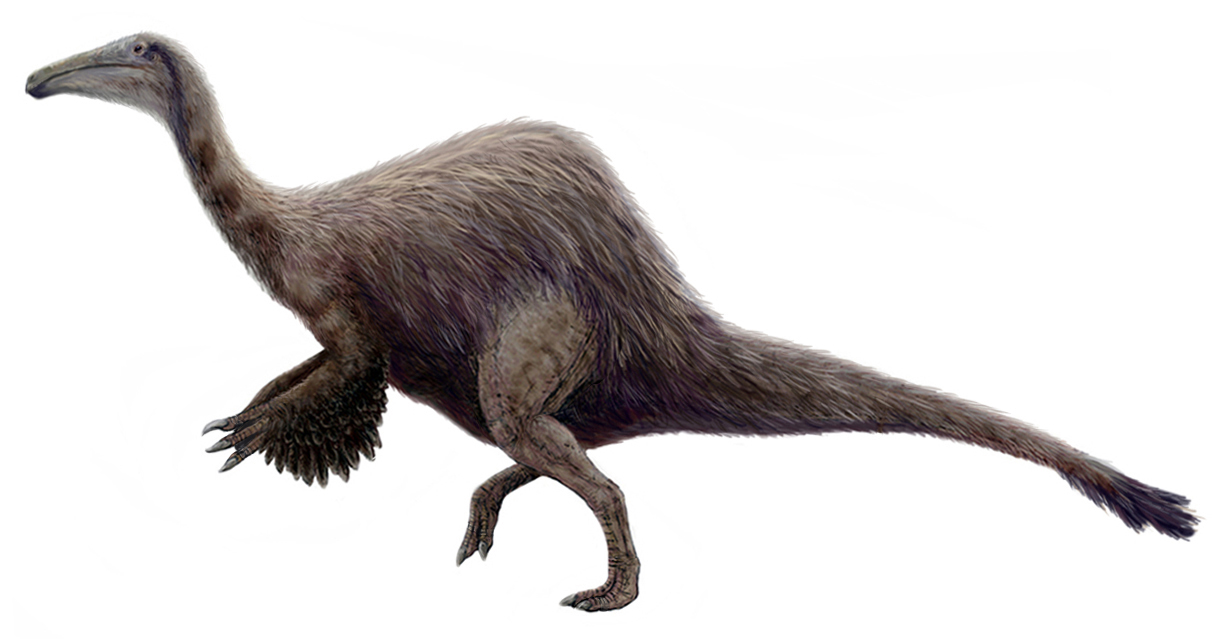
近年発見された標本を元にした想像図

ヒトとの大きさ比較。緑色は完全模式標本。

2.4メートルもある腕だけが発見されていた頃は、どのような恐竜であったかは想像の域を出なかった。指は3本で、先端には鋭い鉤爪が付いているが、腕の骨そのものはさして頑丈ではない。コエルロサウルス類に属するので、頸が長く頭部も比較的小さく、二足歩行をしており、体躯に対する前肢の比率はカルノサウルス類より大きかったとの推定から、カルノサウルス類の中でも最大級のものに匹敵する全長12メートルという説があったが、もう少し小さかったのではないかという異論もあった。一方で日本の小林快次は、一目見てオルニトミモサウルス類と推測、主張していた。
新たに発掘された胴体部の化石を踏まえ、韓国地質資源研究院のイ・ユンナム（李隆濫）は「想像とはまったく異なる形態」として、全長11メートル（直立した場合の全高5メートル）とした。さらに脊椎骨の分析結果として、スピノサウルスにも似た帆を張った背ビレを持っていた可能性も指摘された。
2006年から2010年までイをリーダーに小林と、二人が師事していたカナダ、アルバータ大学のフィリップ・J・カリーを中心としたチームがゴビ砂漠で恐竜発掘調査を実施。2006年と2009年に、2体のデイノケイルスの骨格化石が発見された。また、同調査とは別にモンゴルから日本を経由してドイツへ密輸され、現在はモンゴルへと返還されている頭骨などの標本も研究対象とし、2009年に採取した標本と比べたところ同一個体であると判断した。
これらの個体を調べた結果、デイノケイルスは獣脚類オルニトミモサウルス類の恐竜であることが判明、全長11m、体重6.4tという巨体であったと推測された。オルニトミモサウルス類は骨を空洞にして軽量化することで、走行性の優れた足の速い恐竜であることで有名で、体長も最大でも6mほど。一方のデイノケイルスは軽くなった体を巨大化へと利用して進化を遂げたと考えられている。

## 生態

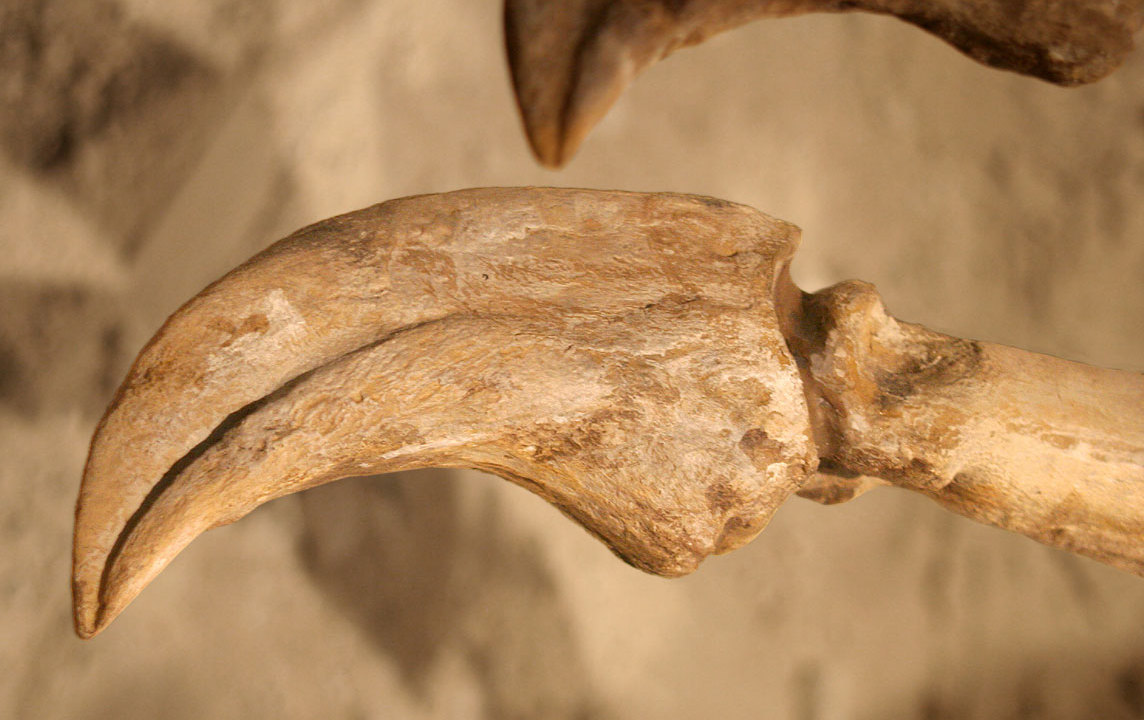
デイノケイルスの前爪。

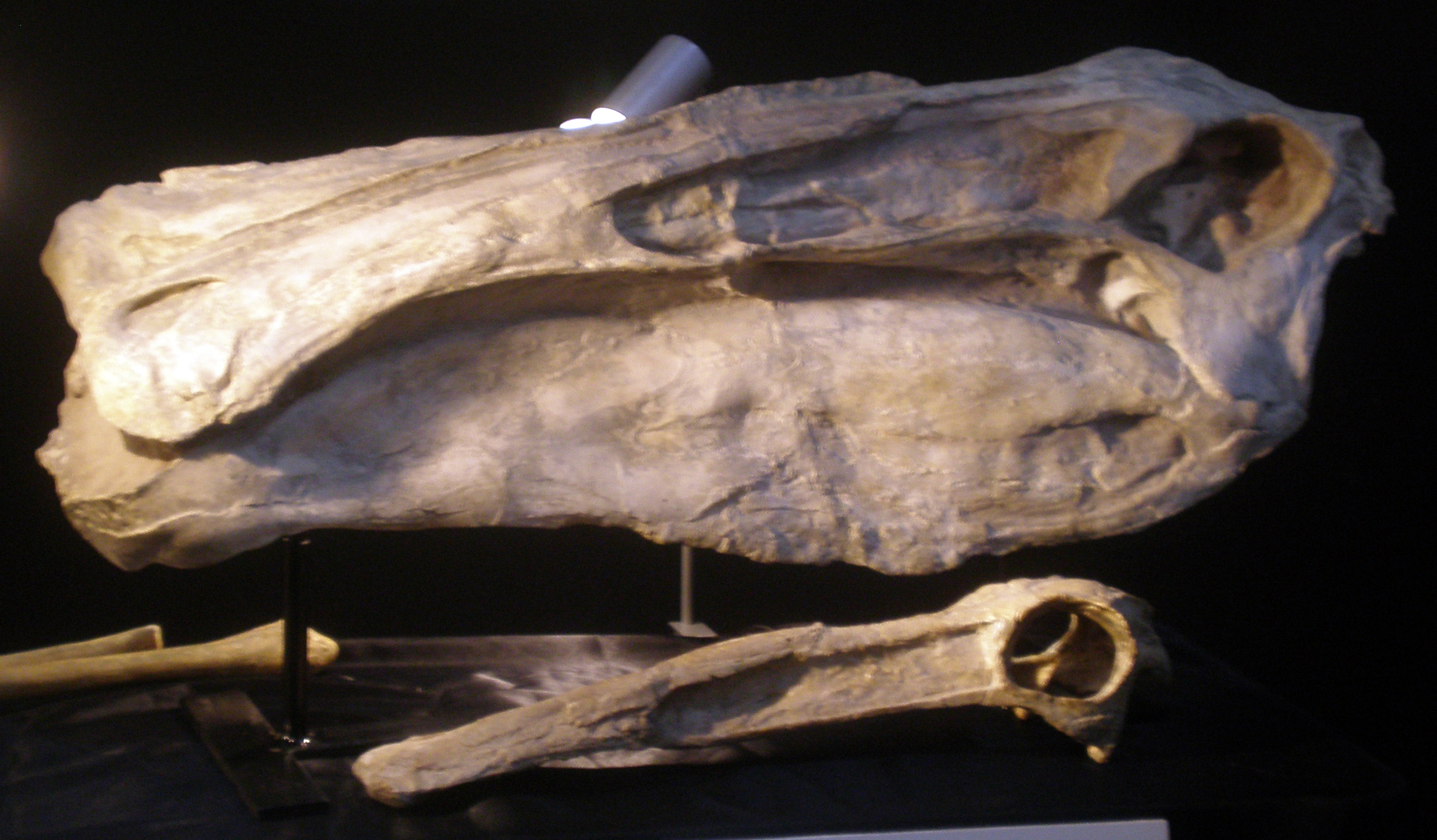
頭骨。ミュンヘンショーで撮影。

歯が生えておらず、また胴体部より胃石と思われる1000個以上の小さな石と、消化されかけた魚の椎骨が発見されたことから、雑食性であると推定される。
なお、腕の化石のみが発見されていた当初は、恐ろしげな巨腕と鉤爪によって獲物を攻撃・捕食するどう猛な肉食動物とも考えられたが、前述のように腕はそれほど強力ではなく、また想像されるコエルロサウルス型の体型では頭部や口が小さいので、積極的な捕食者とする意見には疑問も出されていた。胃内容物の発見から、腕と爪は樹木の枝を手繰り寄せたり、魚などの小動物を捕らえるのに用いたほか、肉食恐竜に襲われた時の防衛用とも考えられている。